# Indeks boje
Indeks boje međunarodni je sustav kodiranja organskih pigmenata, u kojem se navodi ime skupine, tip i broj boje, kemijski sastav, komercijalno ili trgovačko ime. Služi za jednoznačnu klasifikaciju i identifikaciju pigmenata, a sadrži više od 700 tipova i više od 5000 pojedinačnih pigmenata. Za razlikovanje velikog mnoštva sintetskih organskih pigmenata od velike je pomoći njihova podjela prema oznakama navedenim u međunarodno priznatom indeksu (eng. Colour Index). Oznaka se za svaki pojedini pigment sastoji od slova i brojaka, a opisuje vrstu tvari, boju, redni broj i pripadnost nekoj od grupa kemijskih spojeva. Tako na primjer, oznaka C.I. PR 177, 65 300 označuje da je to prema Colour Index (C.I.) pigment (P) crvene (R) boje, rednog broja 177, koji pripada grupi antrakinonskih (od 58 000 do 72 999) pigmenata.

## Povijest
Prva imena industrijski proizvedenih bojila sadržavala su oznake koje su ukazivale na sličnost s bojama u prirodi (na primjer malahitno zelenilo, safranin). Kasnije se počeo imenom naznačivati ton obojenja uz upozorenje na neko kemijsko svojstvo ili posebno svojstvo bojila (na primjer metilensko modrilo). Posto se broj industrijskih proizvoda znatno povećao, davala su se bojilima imena prema upotrebi bojenja, s time da su se za grupe srodnih bojila odabirala skupna imena (na primjer Union-, Sudan-, Sirius-) koja su se kombinirala s naznakom tona obojenja i šifrom sastavljenom od velikih slova i brojeva. Tom se šifrom označuje nijansa osnovnog tona, upućuje na uslove bojanja, topljivost, finoću mljevenja i slično. Tako stvorena imena daje pojedinom proizvodu proizvođač pri čemu on iz tržišnih razloga često jednom te istom proizvodu koji se može upotrijebiti u različitim postupcima bojanja daje nekoliko različitih imena. Mnogi tržni proizvodi sadrže osim toga nekoliko različitih pojedinačnih bojila koja se inače pojavljuju pod samostalnim nazivima, a smjesa dobiva svoje posebno ime. 
Broj naziva tržnih proizvoda postao je zbog toga neobično velik, a sistematsko snalaženje u njima i njihova klasifikacija nemogućni. Stoga je u Njemačkoj tridesetih godina 20. stoljeća izvršena sistematizacija i unifikacija imena bojila koja su se proizvodila unutar koncerna I. G. Farbenindustrie. Kako je to bio jedini dobro razrađeni sistem imena, on je općenito prihvaćen, pa ga je upotrijebila i zajednička komisija britanskog društva za bojanje i kolorista (eng. Society of dyers and colourists) i američkog udruženja tekstilnih kemičara i kolorista (eng. American association of textile chemists and colorists) u izradi drugog izdanja indeksa bojila (eng. Colour index, 1956.).
Kemijska građa sintetičkih bojila daje im osnovna kemijska i fizička svojstva, određuje izbor sirovina i metode proizvodnje i uvjetuje njihovu primjenu. Kratak pregled najvažnijih bojila po kemijskim grupama daje uvid u njihovu građu. Bojila — kojima inače proizvođači u različnim zemljama daju
različita imena – bit će u tom pregledu nazivana unificiranim
imenima prema sistemu bivšeg njemačkog koncerna I. G. Farbenindustrie
i uz svako ime bojila bit će naveden broj koji je tom bojilu dat u 3. svesku britansko-američkog indeksa bojila (eng. Colour Index, C. I.), osim u slučaju da se dotično bojilo u C. I. još ne nalazi. Time je, s jedne strane, izbjegnuta svaka zabuna u pogledu klasifikacije i imenovanja bojila, a s druge strane olakšano je pronalaženje ostalih podataka o svakom bojilu u indeksu boje.

## Brojevi indeksa boje
Indeks boje je 5-znamenkasti broj koji je grupiran u brojčane raspone prema kemijskoj građi.
| Kemijska građa      | Raspon        | Pripadnost             |
| ------------------- | ------------- | ---------------------- |
| Nitrozo bojila      | 10000 – 10299 |                        |
| Nitro bojila        | 10300 – 10999 |                        |
| Monoazo-bojila      | 11000 – 19999 | Azo-bojila             |
| Diazo-bojila        | 20000 – 39999 | Azo-bojila             |
| Triazo-bojila       | 30000 – 34999 | Azo-bojila             |
| Poliazo- bojila     | 35000 – 36999 | Azo-bojila             |
| Azo-spojevi         | 37000 – 39999 | Azo-bojila             |
| Stilben             | 40000 – 40799 | Stilbenska bojila      |
| Karotenoidi         | 40800 – 40999 | Karotenoidi            |
| Diarilmetan         | 41000 – 41999 | Diarilmetanska bojila  |
| Triarilmetan        | 42000 – 44999 | Triarilmetanska bojila |
| Ksanten             | 45000 – 45999 | Ksantenska bojila      |
| Akridin             | 46000 – 46999 | Akridinska bojila      |
| Kinolin             | 47000 – 47999 | Kinolinska bojila      |
| Metin               | 48000 – 48999 | Metinska bojila        |
| Tiazol              | 49000 – 49399 | Tiazolska bojila       |
| Indamin             | 49400 – 49699 |                        |
| Indofenol           | 49700 – 49999 | Indofenolska bojila    |
| Pirazin             | 50000 – 50999 | Azinska bojila         |
| Oksazin             | 51000 – 51999 | Oksazinska bojila      |
| Tiazin              | 52000 – 52999 | Tiazinska bojila       |
| Sumpor              | 53000 – 54999 | Sumporna bojila        |
| Lakton              | 55000 – 55999 |                        |
| Aminoketon          | 56000 – 56999 |                        |
| Antrakinon          | 58000 – 72999 | Antrakinonska bojila   |
| Indigo              | 73000 – 73999 |                        |
| Ftalocijanin        | 74000 – 74999 | Ftalocijaninska bojila |
| Prirodna bojila     | 75000 – 75999 | Prirodna bojila        |
| Oksidacijske baze   | 76000 – 76999 |                        |
| Anorganski pigmenti | 77000 – 77999 | Anorganski pigmenti    |